# Скульптура святого Онуфрія (Рукомиш)
Скульптура святого Онуфрія — щойновиявлена пам'ятка історії у селі Рукомиші Бучацької громади Чортківського району Тернопільської области України. Зберігається в місцевій церкві.

## Опис
Пустельник в передсмертному екстазі, з розметаним волоссям, здійнятими в небо руками, поруч зламане дерево та лев. 

## Відомості
Створена в 1750-х рр. всесвітньовідомим скульптором Йоганом-Георгом Пінзелем на замовлення польського графа Миколи Потоцького.
30 липня 2012 року від скелі відкололася кам'яна брила, яка пошкодила церкву, але фігуру не зачепила. Того ж року в французькому Луврі відбулася виставка робіт Пінзеля, серед яких планували представити скульптуру з Рукомиша, але релігійна громада виступила проти цього. У ситуацію втрутився міністр культури Михайло Кулиняк, але все ж таки компромісу не було досягнуто.